# Liste des chauves-souris du Nord-Pas-de-Calais
La liste des chauves-souris du Nord-Pas-de-Calais recense les chauves-souris observées en Nord-Pas-de-Calais. Elle a été établie d'après le Plan régional de restauration des chiroptères rédigé par la Coordination mammalogique du Nord de la France,.
22 espèces sont présentes dans la région, 21 dans le Pas-de-Calais, 17 dans le Nord. Deux espèces sont des Rhinolophidés, vingt des Vespertilionidés.
Les sept espèces inscrites à l'annexe II de la Directive habitats sont jugées comme étant en mauvais état de conservation. Ce sont le Grand rhinolophe, le Petit rhinolophe, la Barbastelle d'Europe, le Murin de Bechstein, le Murin des marais, le Murin à oreilles échancrées  et le Grand murin.

## Liste par famille
- Famille des Rhinolophidés - Rhinolophidae
  - Le Grand rhinolophe  Rhinolophus ferrumequinum (Schreber, 1774), assez rare, présent dans le Pas-de-Calais seulement, en danger
  - Le Petit rhinolophe  Rhinolophus hipposideros (Bechstein, 1800), très rare, présent dans seulement trois communes du Pas-de-Calais, en danger

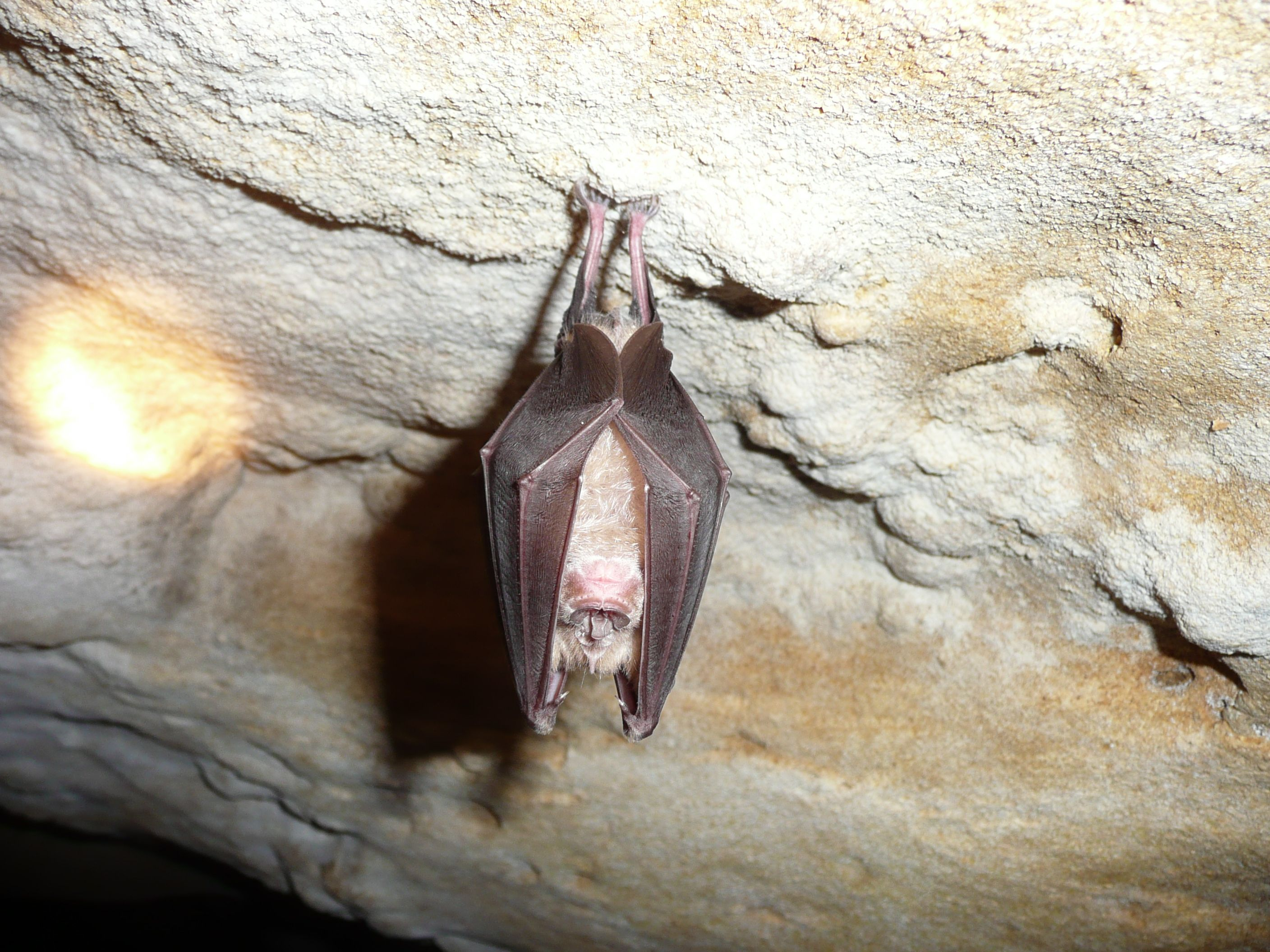
Grand rhinolophe
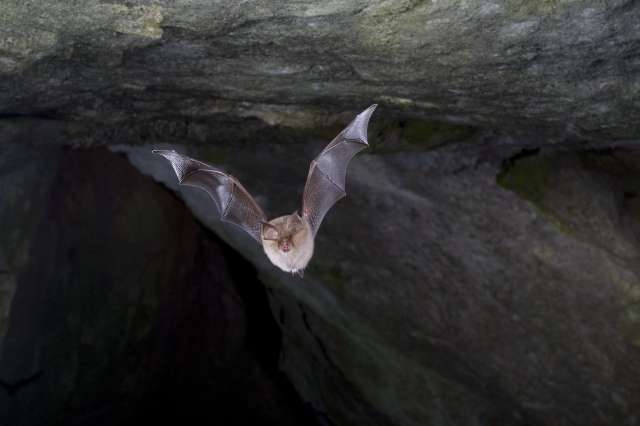
Petit rhinolophe

- Famille des Vespertilionidés - Vespertilionidae
  - La Barbastelle d'Europe Barbastella barbastellus (Schreber, 1774), très rare, dans la vallée de l'Authie seulement, mais à prospecter en Avesnois, en danger
  - La Sérotine commune Eptesicus serotinus (Schreber, 1774)
  - Le Murin d'Alcathoe Myotis alcathoe (Helversen & Heller, 2001), rare, mais espèce définie récemment pour laquelle des données manquent
  - Le Murin de Bechstein Myotis bechsteinii (Kuhl, 1817), assez rare, dans l'Avesnois, à prospecter dans les forêts du Pas-de-Calais (forêt d'Hesdin, Vallée de la Canche)
  - Le Murin de Brandt Myotis brandtii (Eversmann, 1845), espèce très rare, mais de détermination difficile par sa confusion possible avec les autres espèces de Murin ayant un museau noir[Note 2], en danger
  - Le Murin des marais Myostis dasycneme (Boie, 1825), rare, sa seule présence française est dans la région, vulnérable (déclin des populations hivernantes)
  - Le Murin de Daubenton Myotis daubentonii (Kuhl, 1817), commun, vulnérable
  - Le Murin à oreilles échancrées Myotis emarginatus (Geoffroy, 1806), peu commun, essentiellement présent dans le Pas-de-Calais mais sous-prospecté dans le Nord, vulnérable
  - Le Grand murin Myotis myotis (Borkhausen, 1797), assez rare, vulnérable (effectifs se reproduisant en baisse)
  - Le Murin à moustaches Myotis mystacinus (Kuhl, 1817), assez commun, vulnérable
  - Le Murin de Natterer Myotis nattereri (Kuhl, 1817), assez commun mais à mieux prospecter en Avesnois, vulnérable
  - La Noctule de Leisler Nyctalus leisleri (Kuhl, 1817), rare mais doit être prospecté de manière ciblée
  - La Noctule commune Nyctalus noctula (Schreber, 1774), assez rare mais sa répartition doit être mieux évaluée
  - La Pipistrelle commune Pipistrellus pipistrellus (Schreber, 1774), commune
  - La Pipistrelle de Kuhl Pipistrellus kuhlii (Kuhl, 1817), identifiée en 2009[3]
  - La Pipistrelle de Nathusius Pipistrellus nathusii (Keyserling & Blasius, 1839), assez commune, mais doit être mieux prospectée, notamment en période d'hibernation
  - La Pipistrelle pygmée Pipistrellus pygmaeus (Jones & Baratt, 1999), très rare, mais doit être mieux prospectée étant donné sa possible confusion avec la Pipistrelle commune
  - L'Oreillard roux Plecotus auritus (Linnaeus, 1758), assez commun, vulnérable
  - L'Oreillard gris Plecotus austriacus (Fischer, 1829), peu commun mais doit être mieux prospecté dans les églises de l'Avesnois, vulnérable
  - La Sérotine bicolore Vespertilio murinus (Linnaeus, 1758), une seule observation estivale, en retour de migration.

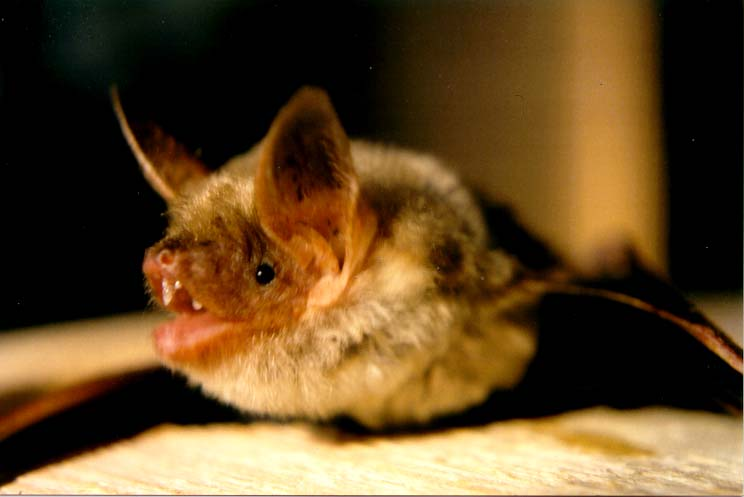
Grand murin
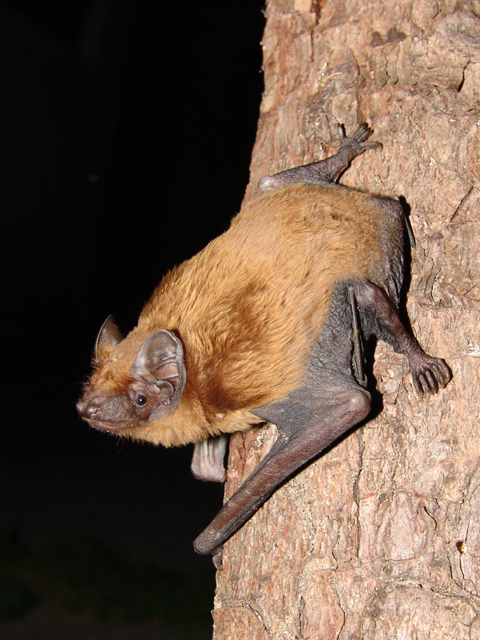
Noctule commune
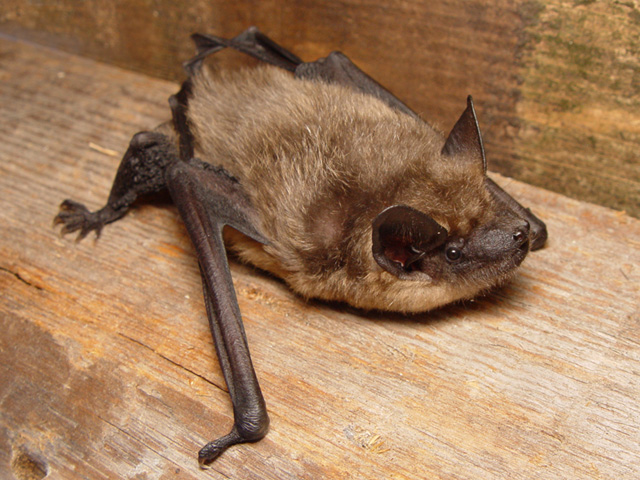
Sérotine commune
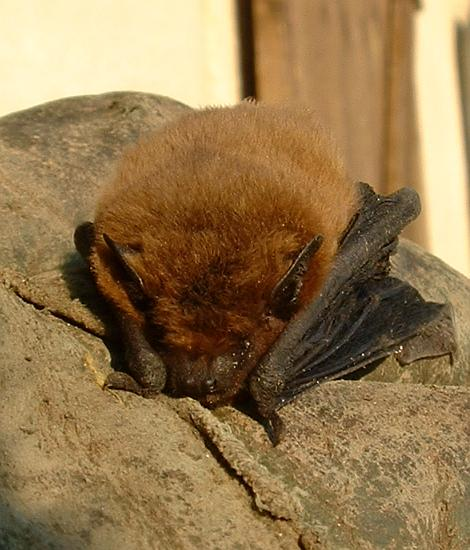
Pipistrelle commune
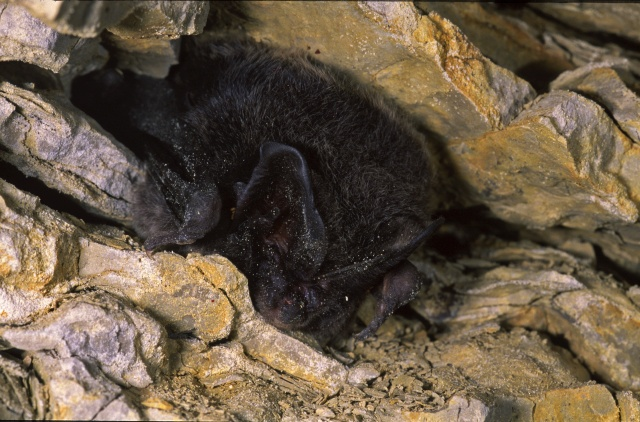
Barbastelle d'Europe
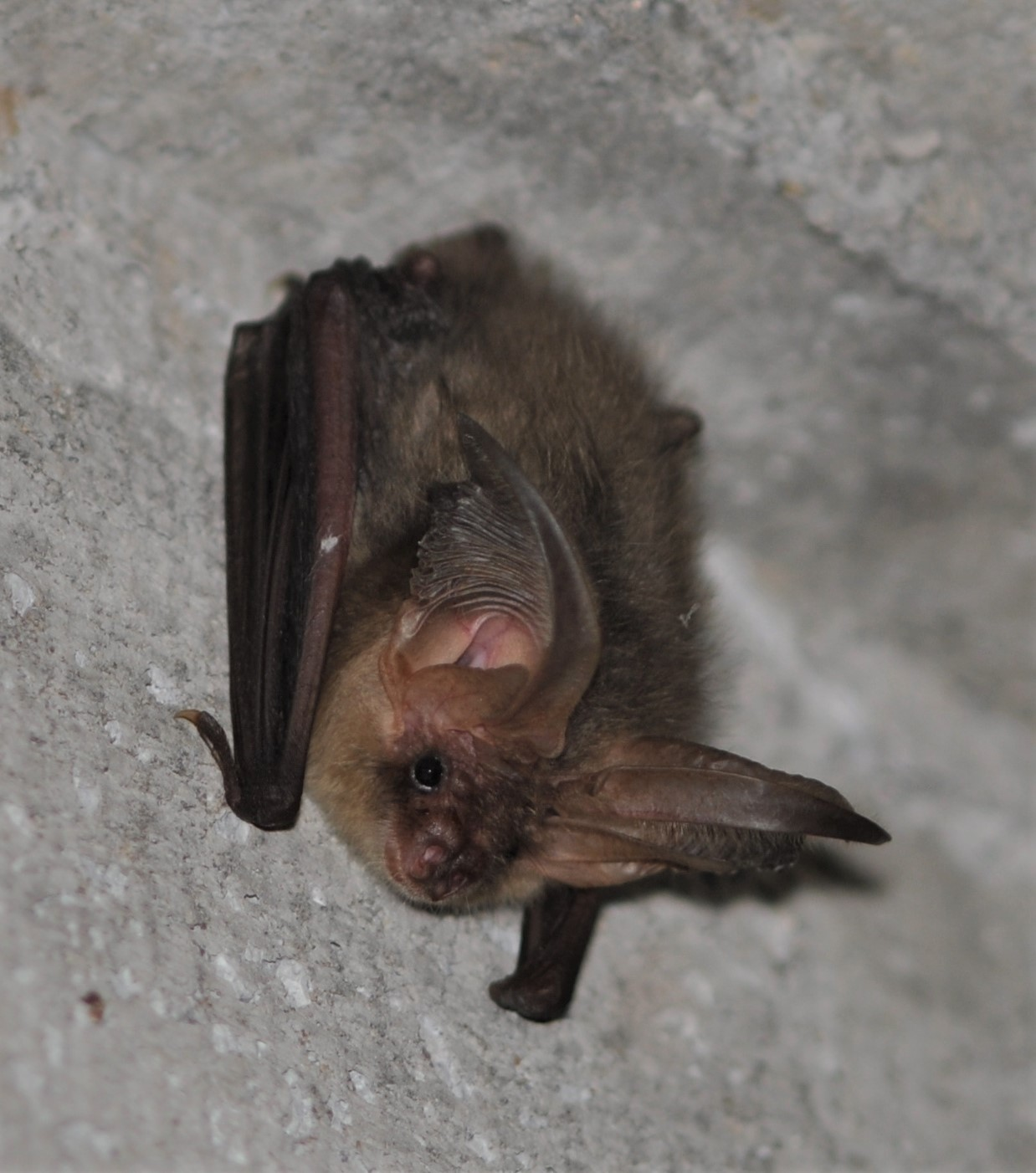
Oreillard roux